# Неїлтон
Неїлтон (порт. Neilton, нар. 17 лютого 1994, Нанукі) — бразильський футболіст, нападник клубу «Віторія» (Салвадор).

## Ігрова кар'єра
Народився 17 лютого 1994 року в місті Нанукуе. Вихованець футбольної школи клубу «Сантус», в якому грав з 14 років. У 2012 році він виграв чемпіонат Пауліста до 20 років.
20 березня 2013 року Неїлтон був переведений в першу команду. Дебют у першій команді він провів на наступний день в грі чемпіонату штату Сан-Паулу проти клубу «Мірасол». У чемпіонаті Бразилії він дебютував 29 травня в матчі проти «Ботафого». У цьому матчі Неїлтон на 72 хвилині зробив гольову передачу на Вальтера Монтільйо. Незважаючи на це, «Риби» той матч програли з рахунком 2:1.
Неїлтон був найкращим бомбардиром клубу в Кубку Сан-Паулу 2013. Після таких виступів Неїлтоном зацікавилися кілька провідних клубів Європи, зокрема лондонський « „Челсі“». Свій перший гол у чемпіонаті він забив 6 червня в матчі проти клубу «Крісіума». Цей гол був забитий на 92-й хвилині. У підсумку «Сантос» в цьому матчі переміг з рахунком 3:1. 14 червня Неїлтон зробив свій перший дубль у матчі проти «Португезою Деспортос».
5 червня 2014 року перейшов в «Крузейро». Так і не закріпившись в основі команди з Белу-Орізонті, 25 липня 2015 року він був відданий в оренду в «Ботафогу» до кінця року. 16 грудня 2015 року термін оренди був поновлений ще на рік.
22 грудня 2016 року був відданий в оренду в клуб «Сан-Паулу». Проте вже 13 травня 2017 року, після поганих виступів, орендна угода була розірвана.
До складу клубу «Віторія» (Салвадор) приєднався 25 травня 2017 року. Станом на 18 березня 2018 року відіграв за команду з Салвадора 30 матчів в національному чемпіонаті.

## Титули і досягнення
- Чемпіон Бразилії (1):

«Крузейру»: 2014

### Індивідуальні
- Найкращий гравець молодіжного чемпіонату Бразилії
- Володар Золотої бутси молодіжного чемпіонату Бразилії